# Попешть (Вилча)
Попешть, Попешті (рум. Popești) — село у повіті Вилча в Румунії. Входить до складу комуни Попешть.
Село розташоване на відстані 171 км на захід від Бухареста, 25 км на південний захід від Римніку-Вилчі, 78 км на північ від Крайови, 139 км на південний захід від Брашова.

## Населення
За даними перепису населення 2002 року у селі проживали 680 осіб, усі — румуни. Усі жителі села рідною мовою назвали румунську.